# Markus Zoecke
Markus Zoecke (Berlino, 10 maggio 1968) è un ex tennista tedesco.

## Carriera
Ha conquistato due titoli in carriera, il South African Open 1994 in singolare e l'Hall of Fame Tennis Championships 1995 nel doppio maschile insieme al connazionale Jörn Renzenbrink.
Negli Slam non è mai andato oltre il terzo turno ma durante gli US Open 1994 è riuscito ad eliminare, al primo turno, la testa di serie numero due Goran Ivanišević.
In Coppa Davis ha giocato tre match con la squadra tedesca vincendone uno.

## Statistiche

### Singolare

#### Vittorie (1)
| Numero | Data          | Torneo                       | Superficie | Avversario in finale | Punteggio |
| 1.     | 3 aprile 1994 | South African Open, Sun City | Cemento    | Henrik Dreekmann     | 6–1, 6–4  |

#### Finali perse (1)
| Numero | Data            | Torneo                | Superficie  | Avversario in finale | Punteggio        |
| 1.     | 28 ottobre 1991 | Philips Open, Guarujá | Terra rossa | Javier Frana         | 2–6, 7–6(1), 6–3 |

### Doppio

#### Vittorie (1)
| Numero | Data           | Torneo                                     | Superficie | Compagno         | Avversari in finale        | Punteggio |
| 1.     | 16 luglio 1995 | Hall of Fame Tennis Championships, Newport | Erba       | Jörn Renzenbrink | Paul Kilderry Nuno Marques | 6-1, 6-2  |